# Canals d'Orissa
Els canals d'Orissa és un sistema de canals de reg principalment al districte de Cuttack, però també beneficiant algunes zones veïnes. Agafen l'aigua del riu Mahanadi i també en part dels rius Brahmani i Baitarani. La primera proposta de construcció fou de 1858 i els primers subministraments d'aigua es van fer el 1865 però els treballs no van estar prou avançats per fer front a la fam de 1866. El 1869 el govern va comprar la companyia del canal. L'àrea regada es va començar a eixamplar el 1873. Progressivament van sorgir quatre canals amb els seus respectius distributaris: el canal d'Alt Nivell, el canal Kendrapara (amb extensions anomenades canal Gobri i canal Patamundai), el canal Taldanda i el canal Machgaon.